# Глазами клоуна (спектакль)
Легендарный спектакль «Глазами клоуна» по одноимённому роману Генриха Бёлля был поставлен в театре имени Моссовета в 1968 году. Автор сценической редакции, режиссёр, художник, исполнитель главной роли — Геннадий Бортников. Художественный руководитель постановки И. С. Анисимова-Вульф. Композитор Ю. С. Саульский, автор текстов песен Г. М. Поженян. Спектакль шёл более 20 лет на аншлагах. Действие спектакля сопровождал инструментальный ансамбль находившийся непосредственно на сцене. Шесть клоунов моментально меняли декорации и участвовали в мизансценах. Бортников от лица главного героя клоуна Ганса Шнира пел зонги, показывал скетчи с пантомимой, танцами, фокусами. Его завораживающая пластика, голос, энергетика создавали в зрительном зале особую эмоциональную атмосферу. Песни из спектакля «Глазами клоуна» стали хитами, их исполняли многие звёзды эстрады тех лет.  
Герой спектакля — сын миллионера становиться клоуном в варьете, тем самым выражая протест против прагматических ценностей потребительского общества. Этот сюжет актуален во все времена. Автор романа, лауреат Нобелевской премии Генрих Бёлль приезжал в Москву, чтобы увидеть постановку в театре им. Моссовета. Он высоко оценил спектакль, особенно выделив исполнителя главной роли Геннадия Бортникова. 
Постановка не была записана на телевидении, существует только любительская видеозапись из зрительного зала, сделанная на последнем спектакле. 
Фотографии из спектакля — на странице ВК https://vk.com/bortnikov.club
В разные годы в постановке участвовали актёры: М. Терехова, В. Сошальская, М. Погоржельский, К. Михайлов, Е. Данчевский, В. Бутенко, А. Пескарёв, Е. Валюшкина, М. Кнушевицкая, В. Сулимов, А. Леньков, А. Адоскин, Т. Бестаева, Л. Дребнева, Б. Химичев, А Ливанов и др.